# Le Rêve Oriental
Le Rêve Oriental è un album postumo della cantante italo-francese Dalida, pubblicato il 19 maggio 1998 da PolyGram.
Si tratta del quarto album postumo di brani remixati del repertorio della cantante.
Il brano Flamenco "Oriental" è stato creato sulla base della canzone in italiano interpretata da Dalida nel 1966 dal titolo Flamenco, con l’aggiunta di una voce maschile che canta in egiziano.
Nell’album è contenuta anche la canzone T’es fier de toi?, un remix creato nel 1998 del brano Gigi in Paradisco (seguito di Gigi l’amoroso).
In Francia, l'album riuscì a vendere più di 75.000 copie ed ottenne la certificazione di disco d'oro.

## Tracce
1. Quand s'arrêtent les violons (versione remix 1998)
2. Io t'amerò (Tres palabras) (versione remix 1998 - duo in spagnolo)
3. Femme est la nuit (versione remix 1998)
4. Flamenco "Oriental" (duo italo-egiziano)
5. La feria (versione remix 1998)
6. Salma ya salama (Sueño flamenco) (versione ispano-egiziana)
7. Lady d'Arbanville (versione remix 1998)
8. Ils ont changé ma chanson (versione remix 1998)
9. Aghani aghani (versione remix 1998)
10. T'es fier de toi? (remix postumo del brano Gigi in Paradisco)
11. Akhsan Nass (versione remix 1998, in egiziano)